# 에이에스텍
에이에스텍 주식회사는 자외선차단제 원료를 제조하는 기업이다.
2020년 매출은 89억원이었으나 2022년 321억원으로 증가했고 같은 기간 영업이익은 각각 3억 4500만원, 45억 1600만원을 기록했다.전 세계 1,2위 자외선차단제 기업에 원료를 납품하고 있다. 2024년 7월 자기자본 대비 128.20%에 달하는 600억원 규모의 신규 시설 투자를 결정했다.